# Pluton żandarmerii Siedlce

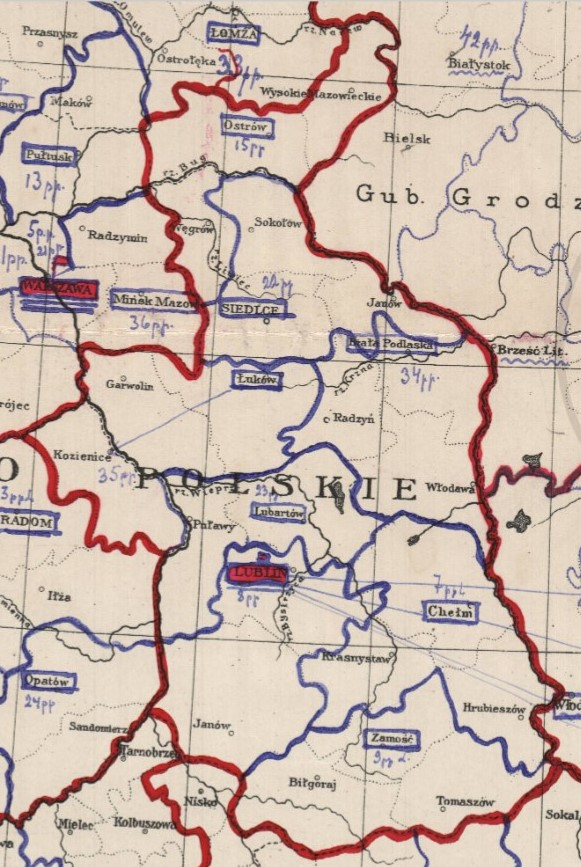
Okręg Generalny Lublin

Pluton żandarmerii Siedlce (plut. żand. Siedlce) – pododdział żandarmerii Wojska Polskiego.

## Historia plutonu
1 lipca 1919 w Siedlcach został utworzony pluton żandarmerii Siedlce, podległy Dowództwu Żandarmerii Dowództwa Okręgu Generalnego Lublin. 10 sierpnia 1920 pluton odszedł do Warszawy do dyspozycji gen. Franciszka Latinika. 26 sierpnia tego roku pluton ponownie wszedł w skład dywizjonu i został użyty do obsadzenia kordonu Annopol–Wola Rzeczycka w powiecie janowskim. 1 września 1920 pluton wrócił do Siedlec i obsadził posterunki. Później został zorganizowany pluton żandarmerii Siedlce 2 pod dowództwem por. Jana Kaliszczaka, a od 1 listopada 1920 – por. Witolda Kolubińskiego. W marcu 1921 plutonowi żandarmerii Siedlce 1 podlegały posterunki: Węgrów, Sokołów i Mordy, natomiast plutonowi żandarmerii Siedlce 2 – posterunki: Siedlce i Dworzec Kolejowy. W końcu kwietnia tego roku pluton żandarmerii Siedlce 2 został zlikwidowany. W tym samym czasie zlikwidowano wszystkie posterunki stacjonujace w miejscach, w których nie było garnizonów. W październiku 1921 pluton żandarmerii Siedlce został włączony w skład 1 dywizjonu żandarmerii.
W listopadzie 1921, po wprowadzeniu podziału kraju na dziesięć okręgów korpusów, pluton żandarmerii Siedlce został organicznym pododdziałem 9 dywizjonu żandarmerii. Stacjonował w garnizonie Siedlce.
20 czerwca 1925 dowódcy plutonu podlegały posterunki żandarmerii: Bielsk Podlaski i Biała Podlaska.
Z dniem 15 stycznia 1930 weszła w życie organizacja żandarmerii na stopie pokojowej zgodnie, z którą plut. żand. Siedlce zaliczony został do typu II. Skład osobowy plutonu żand. typu II stanowił jeden oficer młodszy (kapitan lub porucznik), 22 szeregowych zawodowych i 20 szeregowych niezawodowych oraz jeden niższy funkcjonariusz (goniec) i dwa konie pociągowe. Ponadto do składu osobowego był przydzielony jeden woźnica z batalionu administracyjnego. Dowódca plutonu był organem śledczym, kierownikiem służby fachowej i wyszkolenia żandarmskiego szeregowych plutonu. W stosunku do podwładnych posiadał uprawnienia dowódcy kompanii.
9 listopada 1931 prezydent RP nadał Krzyż Niepodległości st. wachm. Ludwikowi Marczewskiemu z plut. żand. Siedlce. W 1933 przy plutonie funkcjonowało Siedleckie Kółko Racjonalnego Polowania pod kierownictwem kpt. Juliana Kruczka.
1 października 1938 dowódcy plutonu podlegał posterunek żandarmerii Biała Podlaska.
13 lipca 1939 dowódcy plutonu podlegały posterunki żandarmerii: Biała Podlaska i Hajnówka. Pluton zakwaterowany był w koszarach Igańskich przy ul. Marszałka Piłsudskiego.
Pluton żandarmerii Siedlce był jednostką mobilizującą w odniesieniu do mobilizacji szeregowych, koni i środków przewozowych, natomiast pod względem mobilizacji oficerów podlegał dowódcy dywizjonu żandarmerii, a pod względem mobilizacji materiałowej przynależał do 22 pułku piechoty w Siedlcach. Zgodnie z planem mobilizacyjnym „W” dowódca plutonu był odpowiedzialny za przygotowanie i przeprowadzenie mobilizacji:
- plutonu pieszego żandarmerii nr 9,
- plutonu krajowego żandarmerii „Siedlce”[26][27][28].

Oba plutony były mobilizowane w mobilizacji niejawnej, w grupie jednostek oznaczonych kolorem czerwonym. Nadwyżki personalne i materiałowe plut. żand. Siedlce przekazywał do 9 dżand., natomiast nadwyżki koni i środków przewozowych do 22 pp W czasie wojny jednostką ewidencyjną dla wszystkich jednostek żandarmerii był Ośrodek Zapasowy Żandarmerii „Staszów”.
23 marca 1939 zarządzona została mobilizacja wszystkich jednostek kolorowych (alarmowych) na obszarze Okręgu Korpusu Nr IX. Pluton pieszy żandarmerii nr 9 wszedł w skład 9 Dywizji Piechoty, natomiast pluton krajowy żandarmerii „Siedlce” został podporządkowany dowódcy Okręgu Korpusu Nr IX. Na stanowisko dowódcy plutonu pieszego żandarmerii nr 9 został wyznaczony kpt. żand. Zygmunt Pracki. W czasie mobilizacji pluton zamiast etatowego motocykla otrzymał samochód osobowy. Pluton podzielił losy 9 DP w bitwie w Borach Tucholskich, a jego dowódca dostał się do niewoli niemieckiej. Drugiego dnia działań wojennych żandarmeria zatrzymała w Gogolinie przy pomocy miejscowej ludności trzech miejscowych Niemców, członków piątej kolumny: H. Thoma, E. Steinkego i K. Krausego. Wymienieni posiadali broń i radiostację.
Po przeprowadzonej w marcu mobilizacji dowódca Okręgu Korpusu Nr IX gen. bryg. Franciszek Kleeberg zarządził sformowanie „okresowych posterunków żandarmerii” między innymi w ramach plutonu krajowego żandarmerii „Siedlce”. We wrześniu 1939 wspomniany posterunek został przekształcony w pluton pieszy żandarmerii nr 92, nie przewidziany w planie mobilizacyjnym. Dowódcą plutonu był kpt. żand. Grzegorz Czeski z 3 dywizjonu żandarmerii. 20 września kwatermistrz Dowództwa Okręgu Korpusu Nr IX oddał pluton do dyspozycji ppłk. Kazimierza Gorzkowskiego, dowódcy Zgrupowania „Drohiczyn Poleski”. Od 28 września pluton wchodził w skład 50 Dywizji Piechoty. Kapitan Czeski po bitwie pod Kockiem dostał się do niewoli niemieckiej.

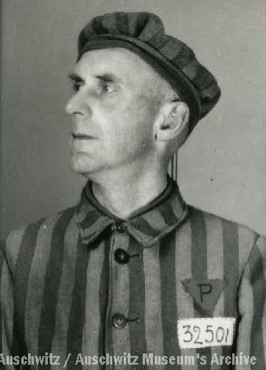
Por. żand. Marian Roman Drzewicki

## Dowódcy plutonu
- ppor. Tadeusz Miś (VII 1919)[2]
- pchor. Feliks Horski (od VII 1919)[42]
- rtm. Roman Marian Śliwiński (był we IX 1921)[8]
- por. żand. Marian Roman Drzewicki[e] (był w 1923)[46]
- kpt. Julian Kruczek (był w 1933)[20]
- kpt. żand. Zygmunt Pracki[f] (1936 – 1939)[48]